# Davst
Davst (mongoliska: Давст Сум, Давст) är ett distrikt i Mongoliet.   Det ligger i provinsen Uvs, i den nordvästra delen av landet, 1 100 km väster om huvudstaden Ulaanbaatar.